# Jacques Villeret

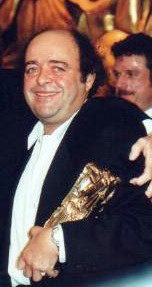
En la entrega de los Premios César. 1999.

Jacques Villeret, nacido Jacky Boufroura, fue un actor francés de madre francesa y padre argelino, nacido el 6 de febrero de 1951 en Loches (Indre-et-Loire) y fallecido de una hemorragia hepática interna el 28 de enero de 2005 en Évreux (Eure).
Sus papeles más famosos son los de L'Été en pente douce, La Soupe aux choux, Papy fait de la résistance y La cena de los idiotas en los que su físico rechoncho, que llama a la burla, tiene cierto efecto dramático.

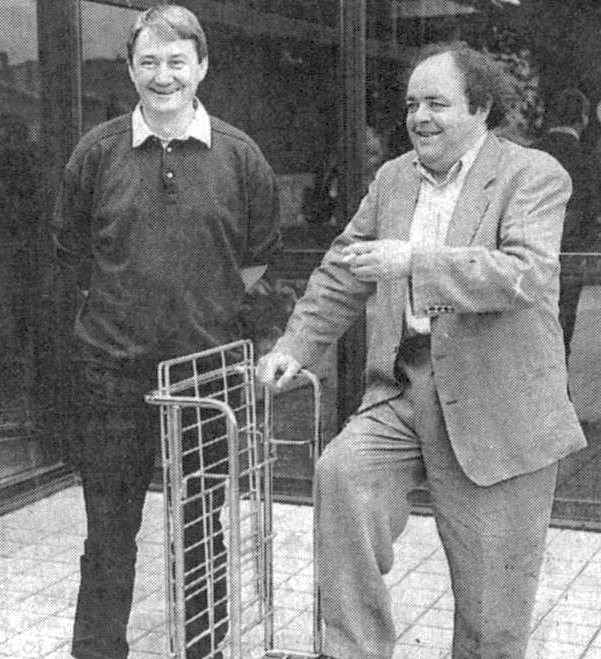
Con Alain Meilland durante la gira de "El contrabajo", de Patrick Suskin. Mayo de 1993.

## Biografía
Jacques Villeret nace en Loches (Indres-et-Loire) el 6 de febrero de 1951, hijo de Annette Bonin, y de Ahmed Boufroura (argelino). La pareja se divorcia cuando Jacques tiene solo nueve meses. Su madre se vuelve a casar con Raymond Villeret, y Jacques vive parte de su niñez en Loches, ciudad de su padrastro de quien toma el apellido. 
Hasta su adolescencia, Jacques Villeret no supo de la existencia de su padre biológico. 
Se casa con Irina Tarassov, actriz y autora, el 26 de diciembre de 1979 tras dos años de vida en común y educa a Alexandre, hijo de su esposa, como a su propio hijo. Alexandre se convertiría en músico y director de cine. Jacques Villeret e Irina se separan en 1998. Conoce a Seny, una viuda africana, que se dispone a dejar Lille para ir a vivir con él en París, cuando Jacques muere de una hemorragia interna el 28 de enero de 2005 en el hospital de Évreux. Es enterrado en Perrusson, al lado de su abuela materna que fue, para él, su familiar más cercano.
Irina, su esposa, relata su trayectoria juntos, su compañía en la carrera de su esposo y la lucha de ambos frente a la enfermedad que se llevó a Jacques, en un libro editado por Flammarion Un jour tout ira bien (Un día todo irá bien). Premio de la Biografía de la Academia de lenguas antiguas y Bellas Artes del País de Caux, el 18 de junio de 2006 y el Premio 2006 de la Biografía de la ciudad de Aumale, el 7 de octubre de 2006.

## Filmografía

### 1973-1979
- 1973: RAS d'Yves Boisset.
- 1973: Max l'indien "corto metraje" de Tony Gatlif.
- 1974: Un amour de pluie de Jean-Claude Brialy.
- 1974: La Gueule ouverte (escenas eliminadas) de Maurice Pialat.
- 1974: Toda una vida (Toute une vie) de Claude Lelouch.
- 1974: La Choisie "corto metraje" de Gérard Mordillat.
- 1975: Sérieux comme le plaisir de Robert Benayoun.
- 1975: Dupont Lajoie d'Yves Boisset.
- 1976: Le Bon et les méchants de Claude Lelouch.
- 1976: Si c'était à refaire de Claude Lelouch.
- 1976: Les Naufragés de l'île de la Tortue de Jacques Rozier.
- 1976: Nono Nénesse "corto metraje rodado en video, inédito" de Jacques Rozier y Pascal Thomas.
- 1977: Un autre homme, une autre chance de Claude Lelouch.
- 1978: Robert et Robert de Claude Lelouch.
- 1978: Mon premier amour de Elie Chouraqui.
- 1978: Molière ou La vie d'un honnête homme (escenas eliminadas) d'Ariane Mnouckhine.
- 1978: Le Passe-montagne de Jean-François Stévénin.
- 1979: Confidences pour confidences de Pascal Thomas.
- 1979: Un balcon en forêt de Michel Mitrani.
- 1979: Mais où est donc Ornicar ? de Bertrand Van Effenterre : Escenas eliminadas en el montaje.
- 1979: À nous deux de Claude Lelouch.
- 1979: Bête mais discipliné de Claude Zidi.
- 1979: Rien ne va plus – Serie de sketches - de Jean-Michel :Prégénérique, Urgence, Night in tube, Thérapie, Retour aux sources, Brave Dupin, Tout s'arrange, Propreté, Café la Grenade, Qui...qui...qui.

### 1981-1988
- 1981: Malevil de Christian de Chalonge.
- 1981: Les Uns et les Autres de Claude Lelouch.
- 1981 : La Soupe aux choux de Jean Girault.
- 1982: Le Grand Frère de Francis Girod.
- 1983: Danton de Andrzej Wajda.
- 1983: Effraction de Daniel Duval.
- 1983: Édith et Marcel de Claude Lelouch.
- 1983: Circulez y a rien à voir de Patrice Leconte.
- 1983: Prénom Carmen de Jean-Luc Godard.
- 1983: Papy fait de la résistance de Jean-Marie Poiré.
- 1983: Garçon! de Claude Sautet
- 1984: Les Morfalous de Henri Verneuil.
- 1985: Drôle de samedi de bay Okan.
- 1985: Hold-Up de Alexandre Arcady.
- 1985: Dialogue de sourds - "corto metraje" de Bernard Nauer:
- 1986: La Galette du roi de Jean-Michel Ribes.
- 1986: Les Folles Années du twist de Mahmoud Zemmouri.
- 1986: Black Mic-Mac de Thomas Gilou.
- 1986: Les Frères Pétard de Hervé Palud.
- 1987: Dernier été à Tanger de Alexandre Arcady.
- 1987: L'Été en pente douce de Gérard Krawczyk.
- 1987: Soigne ta droite de Jean-Luc Godard.
- 1987: Sale Temps "corto metraje" de Alain Pigeaux.
- 1988: La Petite Amie de Luc Béraud.
- 1988: La fête à Louisette "corto metraje " de Alain Pigeaux.
- 1988: Mangeclous de Moshé Mizrahi.

### 1990-1999
- 1990: Trois années de Fabrice Cazeneuve.
- 1991: Les Secrets professionnels du Dr Apfelglück de Hervé Palud, Alessendro Capone, Mathias Ledoux, Stéphane Clavier, Thierry Lhermitte.
- 1991: La Montre, la croix et la bannière (The favour, the watch and the very big fish) de Ben Lewin.
- 1991: Le Fils du Mékong de François Leterrier.
- 1992: Le Bal des casse-pieds de Yves Robert.
- 1992 : Le Batteur du boléro de Patrice Leconte.
- 1992: Piège de feu "corto metraje" de Olivier Chavarot.
- 1992 : 588, rue Paradis de Henri Verneuil.
- 1994: Parano de Yann Piquet: sketch: Nuit d'essence.
- 1996: Golden Boy de Jean-Pierre Vergne.
- 1998: Le Dîner de cons (La cena de los idiotas) de Francis Veber.
- 1998: Mookie d'Hervé Palud.
- 1999: Les Enfants du marais (La fortuna de vivir) de Jean Becker.

### 2000-2005
- 2000: Les Acteurs de Bertrand Blier.
- 2001: Un Crime au paradis de Jean Becker:
- 2001: Un aller simple de Laurent Heynemman.
- 2001: Rencontre avec Jacques Rozier - Documental - de Christian Argentino.
- 2003: Effroyables jardins de Jean Becker.
- 2003: Le Furet de Jean-Pierre Mocky . También coproductor.
- 2004: Malabar Princess de Gilles Legrand.
- 2004: Vipère au poing de Philippe de Broca.
- 2005: Iznogoud de Patrick Braoudé.
- 2005: L'Antidote de Vincent de Brus.
- 2005: Les Âmes grises d'Yves Angelo.
- 2005: Les Parrains de Frédéric Forestier .
- 2005: De qui me moque-Je ? (cortometraje) de Matthieu Maunier-Rossi.

## Televisión
- 1972: Histoire de détective - "Au théâtre ce soir" - de Pierre Sabbagh.
- 1973: Fantasio de Roger Kahane.
- 1975: Humour international de Paul Planchin.
- 1978: Le rabat-joie de Jean Larriage.
- 1979: Profession comédien de Catherine Barma y Jean-Claude Longin.
- 1979: Un coup de rasoir de Pascal Thomas.
- 1981: Gaston Lapouge de Franck Apprederis.
- 1982: L'épreuve de Claude Santelli.
- 1982: Jacques Dutronc : La nuit d'un rêveur de Pierre Desfons.
- 1982: Merci Bernard -Series - de Jean-Michel Ribes.
- 1984: Sacré Lucien de Bernard Bouthier.
- 1985: La dernière chance de Gérard Jourd'hui.
- 1986: Les millionnaires du Jeudi de Claude Grinberg.
- 1989: C'est encore mieux l'après-midi de Georges Folgoas.
- 1996: Georges Dandin de Molière de Jean-Claude Brialy.
- 1997: Le dernier été de Claude Goretta.
- 1997: Les beaux jours.
- 1998: Volpone de Christian de Chalonge.
- 2001: Désobéissance de Fabrice Cazeneuve.
- 2003: Louis de Funès, La comédie humaine - Documental - de Philippe Azoulay: Témoignage.

## Teatro
- 1971: Des frites, des frites, de Gérard Vergez au TNP.
- 1972: Occupe-toi d'Amélie, théâtre des Célestins, Lyon.
- 1973: Les fourberies de Scapin, théâtre de Reims-Robert Hossein et Jean-Baptiste Poquelin de Molière.
- 1974: Gomina, de François Wertheimer, théâtre de l'Européen.
- 1975-1983: One-man show.
- 1987: C'est encore mieux l'après-midi de Ray Cooney, de Pierre Mondy, au Théâtre des Variétés en París.
- 1989: Un fil à la patte de Georges Feydeau, de Pierre Mondy, au Théâtre du Palais-Royal en París
- 1990: La Contrebasse, de Philippe Ferran, Théâtre Hébertot.
- 1991: "Reprise" en la Gaité Montparnasse.
- 1993 y 1994: Le Dîner de cons.
- 2000: Jeffrey Bernard est souffrant

## Premios
- 1979: César al mejor actor secundario por Robert et Robert.
- 1999: César al mejor actor por Le Dîner de cons.
- 1999: Premio Lumière al mejor actor por Le Dîner de cons.
- Minerva al mejor actor por la película publicitaria Petits Cœurs de Belin.
- 1988: Nominado mejor actor en los Molières por C'est encore Mieux l'après-midi adaptado por Jean Poiret. Théâtre des Variétés, dirección Jean-Michel Rouzières.
- 1991: Nominado mejor actor en los Molières por La Contrebasse de Patrick Süskind adaptado por Bernard Lortholary y Jean Poiret, Théâtre Hébertot, dirección Félix Ascot.
- 1994: Nominado mejor actor en los Molières por Le Dîner de cons de Francis Veber, théâtre des Variétés, dirección Jean-Paul Belmondo.
- Caballero de las Artes y las Letras.
- Legión de honor.